# Rozbiór państwa

Rozbiory Polski – przykład rozbioru

Rozbiór państwa – podział terytorium istniejącego suwerennego państwa pomiędzy inne, najczęściej sąsiadujące, dokonany na drodze dyplomatycznej, bez bezpośredniego użycia sił zbrojnych (choć najczęściej bez akceptacji co najmniej znacznej części mieszkańców państwa podlegającego rozbiorowi) wobec armii państwa podlegającego rozbiorowi. Zazwyczaj jednak występuje groźba najazdu zbrojnego w wypadku, gdyby droga dyplomatyczna była nie dość skuteczna. Rozbiór państwa może być częściowy (jeśli po rozbiorze podlegające mu państwo istnieje nadal, na ograniczonym terytorium) lub całkowity (jeśli po rozbiorze przestaje istnieć). Zamiast pojęć „rozbiór” i „rozbiory” funkcjonują też określenia „zabór” i „zabory”, a państwa uczestniczące w rozbiorach nazywa się „zaborcami”.

## Rozbiory w historii
| Rozbiór                | Mapa | Lata      | Państwo rozbierane                                                 | Zaborcy | Inne informacje | Typ rozbioru      | Źródło               |
| ---------------------- | ---- | --------- | ------------------------------------------------------------------ | --- | --- | ----------------- | -------------------- |
| Rozbiory Polski        |      | 1772–1795 | Rzeczpospolita Obojga Narodów                                      | Cesarstwo Rosyjskie Królestwo Prus Monarchia Habsburgów                                                                                     | w wyniku trzech rozbiorów jedno z największych państw Europy zniknęło z powierzchni map na 123 lata, choć w ramach Rosji utworzona została autonomia polska, tzw. Królestwo Kongresowe, w skład Prus wchodziło Wielkie Księstwo Poznańskie, istniało też Wolne Miasto Kraków, a państewka polskie powoływali zdobywający ziemie dawnej Rzeczypospolitej Francuzi (Księstwo Warszawskie) i Niemcy (Królestwo Polskie)                                                                         | zabór całkowity   | [ 4 ]                |
| Rozbiory Luksemburga   |      | 1659–1839 | Wielkie Księstwo Luksemburga                                       | Królestwo Francji Królestwo Belgii Królestwo Prus                                                                                           | powierzchnia Luksemburga zmniejszyła się z 10 700 km² do 2 586 km², powstałe granice obowiązują po dziś dzień, a jedna z belgijskich prowincji nosi nazwę Luksemburg | rozbiór częściowy | [ 5 ]                |
| Traktat wersalski      |      | 1919      | Republika Weimarska                                                | III Republika Francuska Rzeczpospolita Polska Królestwo Danii Republika Czechosłowacka Królestwo Belgii                                     | traktat kończący I wojnę światową z Niemcami doprowadził do utraty 15% terytorium, z którego części powstały organizmy quasi-państwowe po kontrolą ententy (Memelland, Terytorium Saary) oraz niepodległe Wolne Miasto Gdańsk, o losie części ziem miały zadecydować plebiscyty | rozbiór częściowy | [ 6 ]                |
| Traktat w Trianon      |      | 1920      | Królestwo Węgier                                                   | Królestwo Rumunii Królestwo Serbów, Chorwatów i Słoweńców Republika Austriacka Republika Czechosłowacka Rzeczpospolita Polska               | zgodnie z postanowieniami tego traktatu kończącego I wojnę światową z Węgrami jako uczestnikiem konfliktu (były częścią Austro-Węgier) utraciły dostęp do morza, 8 z 21 milionów obywateli, z całego kraju pozostało 93 tys. km² z 325 tys. km² przed rozbiorem | rozbiór częściowy | [ 7 ]                |
| Traktat w Sèvres       |      | 1920      | Imperium Osmańskie                                                 | Królestwo Grecji Zjednoczone Królestwo Wielkiej Brytanii i Irlandii Królestwo Włoch III Republika Francuska Demokratyczna Republika Armenii | na Imperium Osmańskim wymuszono traktat kończący I wojnę światową, zgodnie z którym państwo utraciło większość ziem, Turecki Ruch Narodowy zorganizował jednak zbrojny opór przeciw traktatowi i dzięki zwycięskim wojnom doprowadził do jego rewizji | rozbiór częściowy | [ 8 ] [ 9 ] [ 10 ]   |
| Rozbiór Czechosłowacji |      | 1938–1939 | Pierwsza Republika Czechosłowacka / Druga Republika Czechosłowacka | III Rzesza Królestwo Węgier Rzeczpospolita Polska                                                                                           | po układzie monachijskim III Rzesza otrzymała przyzwolenie na aneksję Sudetenlandu; w 1939 roku cały kraj został zlikwidowany – część czeską włączono do III Rzeszy jako Protektorat Czech i Moraw, umożliwiono utworzenie niepodległej, acz zależnej od Niemiec Słowacji, południe rozbieranego państwa otrzymały Węgry, równolegle Polska przyłączyła Zaolzie, natomiast Ukraina Karpacka ogłosiła niepodległość jako Karpato-Ukraina, która jednak wkrótce została anektowana przez Węgry | zabór całkowity   | [ 11 ] [ 12 ] [ 13 ] |

## Planowane rozbiory
- W 1392 Władysław Opolczyk zaproponował rozbiór Polski pomiędzy państwo krzyżackie, Brandenburgię i Węgry[14].
- 6 grudnia 1656 podczas „potopu szwedzkiego” i tuż po powstaniu Chmielnickiego podpisany został traktat w Radnot przewidujący rozbiór Rzeczypospolitej przez Szwecję (Karol X Gustaw), elektora brandenburskiego (Fryderyk Wilhelm I), księcia Siedmiogrodu Jerzego II Rakoczego, hetmana kozackiego Bohdana Chmielnickiego i stronnika Szwedów Bogusława Radziwiłła[15].
- Podczas wojen śląskich planowano podział Monarchii Habsburgów pomiędzy Elektorat Bawarii, Królestwo Francji, Królestwo Prus i Księstwo Saksonii. Ludwik XV popierał elektora bawarskiego w walce o tytuł Cesarza Rzymskiego i Fryderyka II w walce o Śląsk[16].
- Podczas wojny siedmioletniej (1756–1763) i powstaniu koalicji Austrii, Francji, Rosji, Saksonii i Królestwa Szwecji pojawiły się plany rozbioru Królestwa Prus[16]. Zapobiegł mu m.in. tzw. cud domu brandenburskiego i wycofanie się Rosji z wojny, co odwróciło jej losy i doprowadziło do pruskiego zwycięstwa.
- Na początku 1853 Cesarz Rosji Mikołaj I Romanow próbował namówić Brytyjczyków do rozbioru Imperium Osmańskiego[17].

## Publicystyka historyczna
Rozbiory i zagrożenie rozbiorami są także chętnie wykorzystywanym orężem w publicystyce historycznej, szczególnie w Polsce. Często różne wydarzenia historyczne, które zdaniem niektórych odbierają krajowi jakąś część suwerenności, nazywane bywają przez niektórych polityków lub publicystów „rozbiorami”, choć nie spełniają kryteriów wymienionych na wstępie (podział terytorialny suwerennego państwa na drodze dyplomatycznej bez użycia sił zbrojnych). Tak powstały w obiegu publicznym m.in. pojęcia IV i V rozbioru Polski, które nie są w rzeczywistości ścisłe.